# Tomari (Rusland)
Tomari (Russisch: Томари) is een stad in de Russische oblast Sachalin op de zuidwestkust van het eiland Sachalin en vormt het bestuurlijk centrum van het gemeentelijk district Tomarinski. Het stadje ligt op 167 kilometer ten noordwesten van Joezjno-Sachalinsk en heeft een spoorwegstation.
De stad werd gesticht in 1870. Van 1905 tot 1945 werd het met de rest van het zuiden van Sachalin bestuurd door het Japanse Keizerrijk als gevolg van de Russisch-Japanse Oorlog en had toen de Japanse naam Tomarioru en was onderdeel van het gelijknamige district van de prefectuur Karafuto. Nadat het zuiden van het eiland Sachalin door de Sovjet-Unie was geannexeerd tijdens Operatie Augustusstorm, kreeg de plaats in 1946 de status van stad en de huidige naam Tomari. Tomarioru en Tomari komen beiden uit het Ainu: Tomarioru betekent "in de baai", Tomari zoiets als "baai", "boezem" of "inham" en oru "zijn in" of "in". De naam werd daarmee in 1946 iets versimpeld door de Russen.
De stad heeft een pulp- en papierfabriek, meubelfabriek, betonwerksteenfabriek (шлакоблочный; fabriek voor de productie van CMU's: Concrete Masonry Units), een bosbouwbedrijf en houtverwerkende fabriek.
| 1959  | 1970  | 1979  | 1989  | 2002  |
| ----- | ----- | ----- | ----- | ----- |
| 9.900 | 7.900 | 7.800 | 8.121 | 5.338 |

Bestuurlijk centrum: Joezjno-Sachalinsk

Aleksandrovsk-Sachalinski · Aniva · Cholmsk · Dolinsk · Koerilsk · Korsakov · Makarov · Nevelsk · Ocha · Oeglegorsk · Poronajsk · Severo-Koerilsk · Sjachtjorsk · Tomari